# Аконтиасы
Аконтиасы (лат. Acontias) — род ящериц семейства сцинковых. Представители рода обитают исключительно в Южной Африке.
Эти сцинки достигают общей длины 26—40 см, хотя в целом большинство представителей этого рода менее 25 см. Эти ящерицы не имеют конечностей. Глаза у них чуть видимые среди многих мелких щитков и покрытые одним неподвижным прозрачным или полупрозрачным веком. Ушное отверстие полностью скрыто под кожей, барабанная перепонка отсутствует. Окраска тела коричневого или зеленовато-серого цвета. На спине имеются мелкие пятна или крапины.
Предпочитают засушливую, почти без растений, местность. Живут на песчаной почве, часто под землёй, где прокладывают ходы вроде дождевых червей.
Питаются небольшими насекомыми, дождевыми червями, многоножками, моллюсками.
Это яйцеживородящая ящерица. В конце лета появляются 3—4 детёныша.
Род включает 25 видов:
- Acontias albigularis
- Acontias aurantiacus
- Acontias bicolor
- короткоголовый аконтиас[1] (Acontias breviceps)
- Acontias cregoi
- Acontias fitzsimonsi
- Acontias gariepensis
- тонкохвостый аконтиас[1] (Acontias gracilicauda)
- Acontias grayi
- Acontias jappi
- Acontias kgalagadi
- линейчатый аконтиас[1] (Acontias lineatus)
- береговой аконтиас[1] (Acontias litoralis)
- капский аконтиас[1] (Acontias meleagris)
- Acontias namaquensis
- Acontias occidentalis
- Acontias orientalis
- Acontias parietalis
- аконтиас Персиваля[1] (Acontias percivali)
- гигантский аконтиас[1] (Acontias plumbeus)
- Acontias poecilus
- Acontias richardi
- Acontias rieppeli
- Acontias schmitzi
- Acontias tristis
- Acontias wakkerstroomensis